# 波号第二百二十七潜水艦
波号第二百二十七潜水艦（はごうだいにひゃくにじゅうななせんすいかん）は、日本海軍の未成潜水艦。波二百一型潜水艦の27番艦。戦後解体された。

## 艦歴
マル戦計画の潜水艦小、第4911号艦型の27番艦、仮称艦名第4937号艦として計画。
1945年7月2日、波号第二百二十七潜水艦と命名されて波二百一型潜水艦の27番艦に定められ、本籍を横須賀鎮守府と仮定。10日、三菱重工業神戸造船所で建造番号788番船として仮称艦名第4947号艦と同時に起工。
終戦時未成。8月17日、工事中止が発令され工程25%で工事中止。
1946年4月から6月にかけて、三菱重工業神戸造船所で解体された。